# Kaiserspitz
Kaiserspitz ist eine Siedlung im Wienerwald in Niederösterreich, und gehört zur Ortschaft Rekawinkel der Stadtgemeinde Pressbaum im Bezirk Sankt Pölten-Land.

## Geographie
Der Ort befindet sich 15 Kilometer westlich der Stadtgrenze von Wien, 5 Kilometer westlich von Pressbaum, oberhalb von Rekawinkel. Der 416 m ü. A. hohe Kaiserspitz ist ein bewaldeter Bergrücken, die Ortslage erstreckt sich östlich des Gipfels auf um die 400 m, entlang der Gemeindegrenze zu Eichgraben. Die Siedlung umfasst um die 100 Adressen.
| Erlaa-Siedlung (Gem. Asperhofen)    |                                             |            |
| Stein Winkl (beide Gem. Eichgraben) | Kompassrose, die auf Nachbargemeinden zeigt | Rekawinkel |
|                                     | Hutten Eichgraben (beide Gem. Eichgraben)   |            |

## Geschichte
In Folge des Siedlerputsches von Oberau verpachtete die Republik im November 1926 am Kaiserplateau eine gerodete Fläche an Arbeitslose, die dort zunächst in einfachst errichteten Holzhütten hausten. Die Gründe in Bundesbesitz wurden ab den 1960ern an die Pächter abgegeben.